# Richard Weil
Richard Weil (Frankfurt am Main, 1984. február 6. –) német labdarúgó, az 1. FC Magdeburg középpályása.